# Albiez-Montrond
Albiez-Montrond è un comune francese di 396 abitanti situato nel dipartimento della Savoia della regione dell'Alvernia-Rodano-Alpi.
Nella frazione Gevoudaz è stata fondata nel 1890 la celebre azienda Opinel, produttrice di coltelleria.

## Società

### Evoluzione demografica
Abitanti censiti